# Nereidenmonument von Xanthos

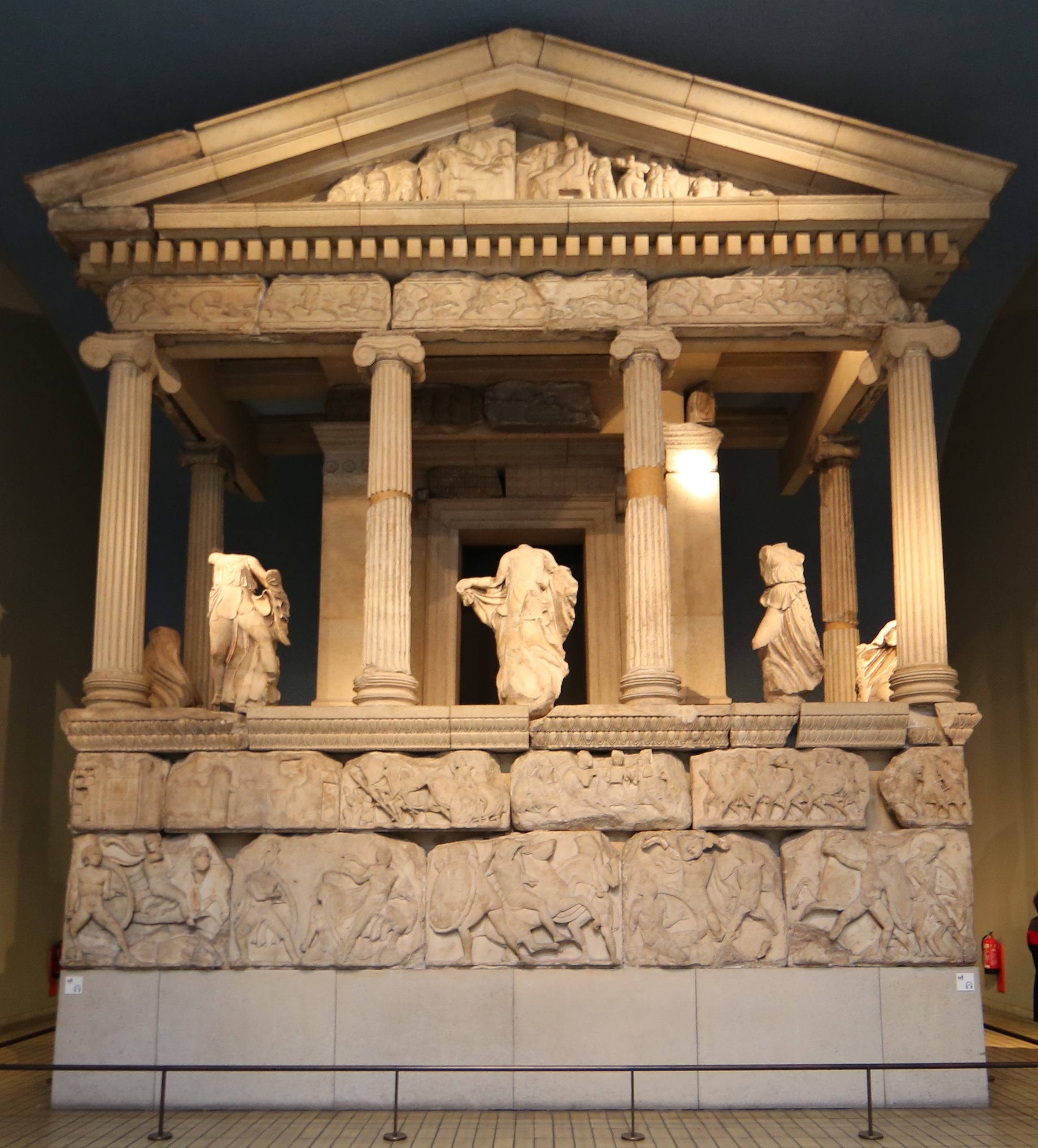
Ansicht des Grabmals

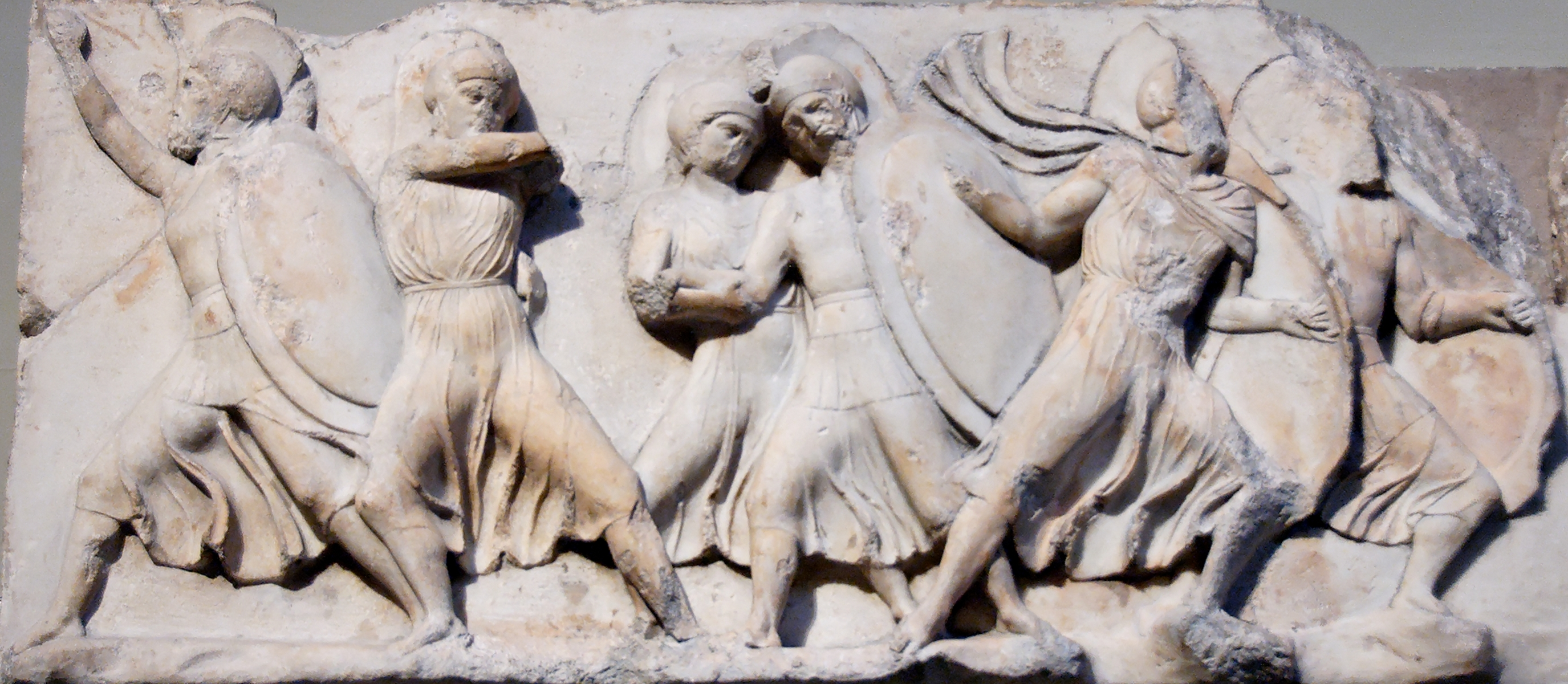
Fries am Sockel (Ausschnitt)

Das  Nereïdenmonument von Xanthos ist ein gegen Ende des 5. Jahrhunderts v. Chr. in der antiken Stadt Xanthos in Lykien in der heutigen Türkei errichtetes Grabmal. In den 1840er Jahren wurde es unter der Leitung von Charles Fellows ausgegraben und nach London verschifft. Dort wurde eine Front als Teilrekonstruktion im British Museum wieder aufgebaut.

## Beschreibung
Die Front des Grabmals wurde aus originalen Teilen im British Museum wiederaufgebaut, wobei die Höhe des Sockels erheblich reduziert wurde. Das Grabmal hatte die Form eines kleinen Tempels ionischer Ordnung von 4 × 6 Säulen auf einem hohen Sockelunterbau. In den Interkolumnien standen Skulpturen, unter ihnen die namengebenden Statuen von Nereiden. Zahlreiche Friese zierten das Monument: zwei Friese befanden sich auf dem Sockel, ein Fries schmückte den Architrav – ein eigentlicher Fries als Bauglied fehlt –, ein weiterer die Cellawände. Der große, untere Fries am Sockel stellt verschiedene Kampfszenen dar, jede Seite des kleineren, oberen Frieses, der ursprünglich durch zwei Steinlagen von dem oberen abgesetzt war, zeigt den Kampf um eine Stadt, ihre Eroberung und Übergabe. Auch der Architravfries zeigt Kampfszenen, außerdem aber auch Bärenjagden, Opferszenen und die Vorbereitung eines Festmahls. Opferszenen und Bankett waren auch das Thema des Cellafrieses. Im Giebel der Ostseite sitzt sich ein Herrscherpaar gegenüber, umgeben von kleineren Begleitfiguren, die als Kinder des Paares gedeutet werden. Nach dem wenigen, das von der Westseite erhalten ist, war dort der Zug in eine Schlacht dargestellt. In der Cella befanden sich ursprünglich steinerne Klinen für die Toten.